# Helldal Station
Helldal Station (Helldal stoppested) er en tidligere jernbanestation på Vossebanen, der ligger i Bergen kommune i Norge.
Stationen blev oprettet som trinbræt i 1888. Oprindeligt hed Heldal, men den skiftede navn til Helldal i april 1921. Den blev opgraderet til holdeplads på et ikke nærmere angivet tidspunkt men atter nedgraderet til trinbræt 1. august 1958. 1. august 1964 omlagdes trafikken på strækningen mellem Tunestveit og Bergen, hvor stationen ligger, til en ny. Stationen stod derefter ubenyttet hen i en årrække, men fra 1993 begyndte der at køre veterantog på den gamle strækning mellem Garnes og Midttun under navnet Gamle Vossebanen. De stopper dog ikke i Helldal pr. 2017.
Helldal havde en mindre stationsbygning i træ, der nu er revet ned.